# Poland (condado de Chautauqua, Nova Iorque)
Poland é uma vila localizada no condado de Chautauqua, no estado americano de Nova Iorque. Em 2000, tinha uma população de 2.467 habitantes e uma densidade populacional de 26 habitantes por km².

## Geografia
Poland está localizada nas coordenadas 42° 07′ 57″ N, 79° 07′ 56″ O.

## Demografia
De acordo com o Departamento do Censo dos Estados Unidos, em 2000, a renda familiar média na cidade era de US$ 37.195 e a renda familiar média era de US$ 41.728. Os homens tinham uma renda média de US$ 31.862 em comparação com US$ 22.036 para as mulheres. A renda per capita da cidade era de US$ 17.115. Cerca de 10,9% da população estava abaixo da linha da pobreza.